# Londen Marathon 2008

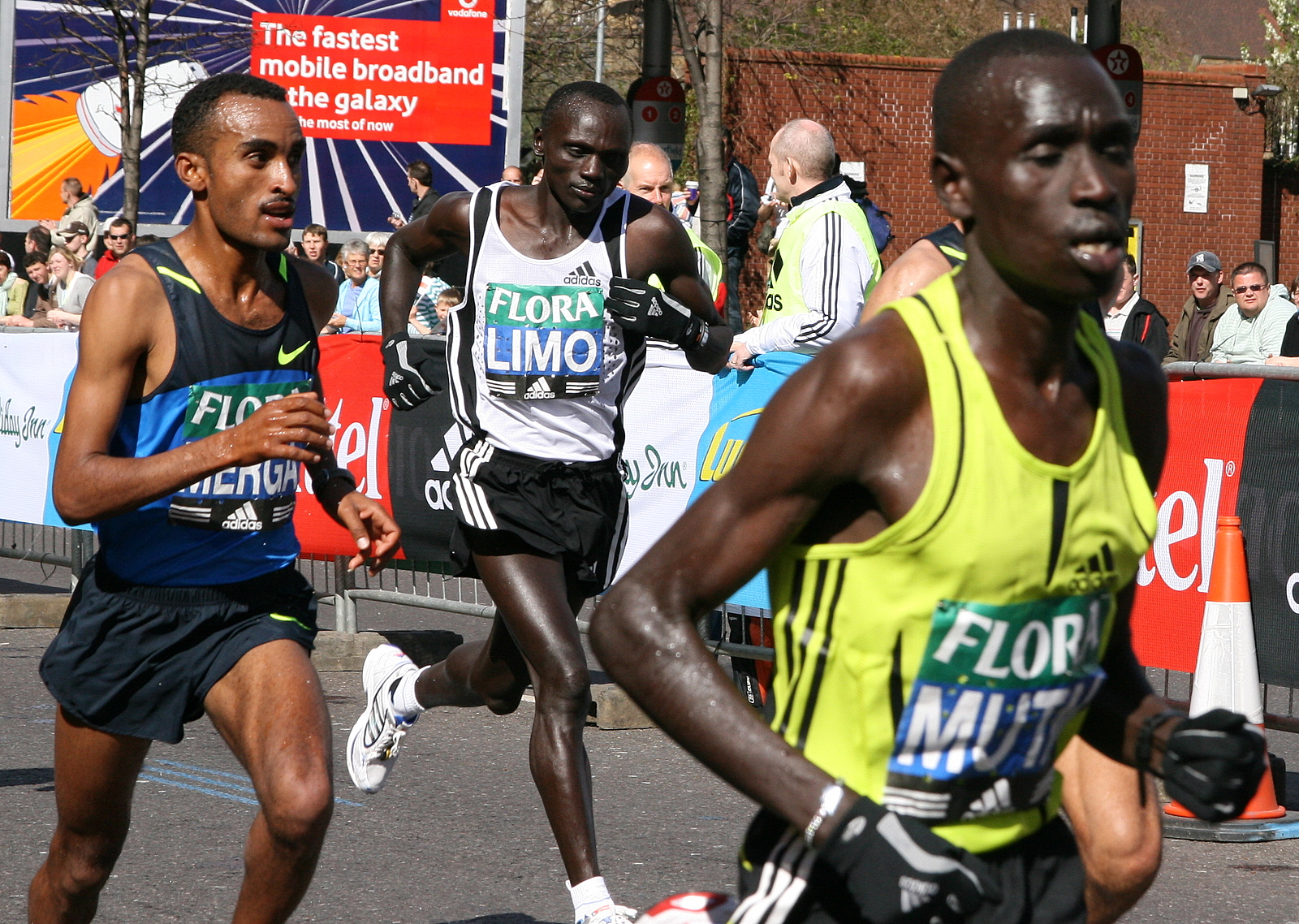
Londen Marathon 2008

De Londen Marathon 2008 werd gelopen op zondag 13 april 2008. Het was de 28e editie van deze marathon. 
De Keniaan Martin Lel kwam als eerste over de streep in 2:05.15. De Duitse Irina Mikitenko won bij de vrouwen in 2:24.14.

## Uitslagen

### Mannen
| rang   | naam              | land | tijd    |
| ------ | ----------------- | ---- | ------- |
| Goud   | Martin Lel        | KEN  | 2:05.15 |
| Zilver | Samuel Wanjiru    | KEN  | 2:05.24 |
| Brons  | Abderrahim Goumri | MAR  | 2:05.30 |
| 4      | Emmanuel Mutai    | KEN  | 2:06.13 |
| 5      | Ryan Hall         | USA  | 2:06.17 |
| 6      | Deriba Merga      | ETH  | 2:06.38 |
| 7      | Yonas Kifle       | ERI  | 2:08.51 |
| 8      | Felix Limo        | KEN  | 2:10.34 |
| 9      | Aleksej Sokolov   | RUS  | 2:11.41 |
| 10     | Hendrick Ramaala  | RSA  | 2:11.44 |

### Vrouwen
| rang   | naam               | land | tijd    |
| ------ | ------------------ | ---- | ------- |
| Goud   | Irina Mikitenko    | GER  | 2:24.14 |
| Zilver | Svetlana Zacharova | RUS  | 2:24.39 |
| Brons  | Gete Wami          | ETH  | 2:25.37 |
| 4      | Salina Kosgei      | KEN  | 2:26.30 |
| 5      | Ljoedmila Petrova  | RUS  | 2:26.45 |
| 6      | Souad Aït Salem    | ALG  | 2:27.41 |
| 7      | Berhane Adere      | ETH  | 2:27.42 |
| 8      | Constantina Diţă   | ROU  | 2:27.45 |
| 9      | Liz Yelling        | GBR  | 2:28.33 |
| 10     | Adriana Pirtea     | ROU  | 2:28.52 |
| 11     | Sylvia Skvortsova  | RUS  | 2:29.11 |
| 12     | Hayley Haining     | SCO  | 2:29.18 |

1981 ·
1982 ·
1983 ·
1984 ·
1985 ·
1986 ·
1987 ·
1988 ·
1989 ·
1990 ·
1991 ·
1992 ·
1993 ·
1994 ·
1995 ·
1996 ·
1997 ·
1998 ·
1999 ·
2000 ·
2001 ·
2002 ·
2003 ·
2004 ·
2005 ·
2006 ·
2007 ·
2008 ·
2009 ·
2010 ·
2011 ·
2012 ·
2013 ·
2014 ·
2015 ·
2016 ·
2017